# یواس‌اس ترایپ (دی‌دی-۴۰۳)
یواس‌اس ترایپ (دی‌دی-۴۰۳) (به انگلیسی: USS Trippe (DD-403)) یک کشتی بود که طول آن 341 ft 1 in بود. این کشتی در سال ۱۹۳۸ ساخته شد.